# Межличностная перцепция
Межличностное восприятие — одна из сторон общения наряду с общением как обменом информацией и общением как обмен взаимодействием, которая подчеркивает особое значение активности субъекта, роли ожиданий, желаний, намерений, прошлого опыта в качестве специфичных детерминант воспринимаемой ситуации.
Это понятие является более узким по отношению к понятию социальная перцепция, которое охватывает круг проблем, связанных с процессами восприятия партнерами по общению друг друга и установления взаимопонимания между ними. Взаимопонимание является основой понимания людьми друг друга и предполагает не только понимание намерений, ожиданий, эмоций и мыслей партнера, но и их принятие, разделение всеми участниками процесса общения.
Восприятие партнера по общению раскрывается в процессах социальной перцепции разных видов, одни из которых могут быть отнесены к области межличностной перцепции, например, когда индивид воспринимает другого индивида, принадлежащего к «своей» группе или когда индивид воспринимает другого индивида, принадлежащего к «чужой» группе. В этих случаях целесообразнее говорить не вообще о социальной перцепции, а о межличностной перцепции, или восприятии человеком человека[1] Для процесса межличностного восприятия характерна определенная направленность как селективность, избирательность. В данном случае в восприятие другого человека включаются, прежде всего, не его внешние, физические характеристики, а преимущественно его личностные характеристики.
С. Л. Рубинштейн сравнивает процесс восприятия другого человека с «чтением». Процесс «чтения» идет в направлении от восприятия внешней данности человека, его внешнего поведения, составляя тем самым некоторый текст, к раскрытию и пониманию смыслов этого текста.
Представление, образ другого человека может существенно изменяться в зависимости от заранее известной о нем информации, например, профессии. А. А. Бодалев провел эксперимент, который выявил роль предварительного знания о человеке в формировании впечатления о нем. Суть эксперимента заключалась в том, что испытуемым предъявлялась фотография одного и того же человека, но одной группе испытуемых сообщалось, что на портрете изображен преступник, а другой группе говорилось, что на фотографии лицо крупного ученого. После показа фотографии каждого испытуемого просили словесно описать изображенного на ней человека. В случае, когда испытуемые считали, что на портрете лицо преступника, они приписывали глубоко посаженным глазам значение затаенной злобы, а выдающемуся подбородку значение решимости "идти до конца" в преступлении. Группа испытуемых, которая считала, что на портрете выдающийся ученый, тем же глубоко посаженным глазам придавали другой значение, а именно, глубины мысли, а тот же выдающийся подбородок свидетельствовал о силе воли в преодолении трудностей на пути познания. Таким образом, в образ другого человека может включаться содержание, которое не дано непосредственно, чувственно, а задано в слове. Этот эксперимент позволит выявить важную роль эффекта установки при формировании первого впечатления о незнакомом человеке.

## Точность межличностного восприятия
Правильность и адекватность сформированного впечатления о другом человеке сложно проверить, так как полученный образ другого человека не с чем сопоставить, нет методов, которые прямо бы регистрировали многочисленные качества личности. Сейчас используются методы косвенной регистрации:
- Личностные тесты — фиксируют и измеряют те особенности и качества личности, которые предусмотрены в самих тестах или опросниках

Возможный недостаток личностных тестов заключается в том, что они позволяют измерять уже известные особенности и характеристики людей, а, следовательно, сложно говорить о полноте представления конкретного человека, основанном на анализе опросников.
- Экспертные оценки — в данном случае, в качестве эталона при регистрации многочисленных качеств человека выступает эксперт, который выносит ряд суждений о конкретном человеке, о его особенностях, качествах и характеристиках. Эти суждения-оценки сопоставляются с суждениями-оценками воспринимающего человека, выступающего в этом случае в качестве испытуемого. Это сопоставление суждений-оценок позволяет обнаружить разницу между ними и оценить точность восприятия другого человека испытуемым.

Проблема методов определения точности межличностного восприятия акцентирует внимание исследователей на изучение перцептивных способностей субъектов, основная суть которых заключается в установлении соотношения между воспринимающим субъектом и объектом восприятия.
Повышению точности межличностной перцепции способствует обратная связь, социально-психологические тренинги, видеотренинги.

## Механизмы межличностной перцепции
При восприятии другого человека индивид соотносит себя с ним, тем самым формируя себя, развивая свое самосознание. Этот процесс происходит в специфических условиях, предполагающие наличие не изолированного другого человека, а взаимодействие воспринимающего субъекта с этим другим, включение их в совместную деятельность. А совместная деятельность предполагает учет и понимание потребностей, мотивов и установок каждого из ее участников.
Таким образом, процесс развития самосознания через процесс анализа себя через другого осуществляется через механизмы:
Идентификации, с этим понятием тесно связано понятие эмпатии. Общее в этих понятиях то, что понимание партнера основано на умении поставить себя на место другого, взглянуть на мир с его точки зрения. Различаются же эти понятия тем, что при идентификации отождествление себя с кем-то подразумевает построение собственного поведения так же, как строит его другой, а при эмпатии – лишь принимается в расчет линия поведения другого, но собственное поведение строиться по-другому.
1. Рефлексии
2. Каузальной атрибуции

## Эффекты межличностного восприятия
Эффект установки
Возникает при формировании первого впечатления при восприятии незнакомого человека, значение данного эффекта при формировании первого впечатления было показано в классическом эксперименте А. А. Бодалева (см.выше). Изучение этого эффекта ставит перед исследователями вопросы: насколько точно первое впечатление, какой срок оптимален для составления более или менее адекватного образа другого человека, какие еще факторы могут влиять на межличностное восприятие?
Эффект ореола
Эффект «первичности» и новизны
Данный эффект подчеркивает важность порядка предъявления о человеке для составления представления о нем. Ранее предъявляемая информация о человеке рассматривается как «первичная», а поздно предъявляемая – как «новая».
Так, эффект первичности возникает, когда предъявленная ранее информация начинает возобладать при характеристике незнакомого человека. Эффект новизны, в свою очередь, возникает, когда последняя информация, являющейся новой, воспринимается как более важная, этот эффект возникает при восприятии уже знакомого человека.
Стереотипизация
В общем виде, стереотип – это устойчивый образ какого-либо объекта или субъекта, характеризующийся «сокращенностью», то есть этот образ является в некотором смысле упрощенным, ограниченным, усеченным. Следовательно, стереотипизация – это тенденция строить заключения о человеке по сходству с предшествующим опытом взаимодействия с ним, не смущаясь ограниченности этого опыта.
Таким образом, стереотип в познание людьми друг друга упрощает процесс познания другого человека. Закрепленные в образе черты человека не позволяют развиваться, уточняться образу другого. В случае, если закрепленные черты начинают заменяться оценкой, стереотип превращается в предубеждение.

## Межличностная аттракция
Это процесс образования различных эмоциональных отношений к воспринимаемому человеку, который включен в межличностное восприятие и играющий в нем роль эмоционального регулятора.
Включение межличностной аттракции в межличностное восприятие позволяет выявить особенности человеческого общения, так как общение — это всегда реализация определенных отношения (общественных или межличностных).